# Gaukler

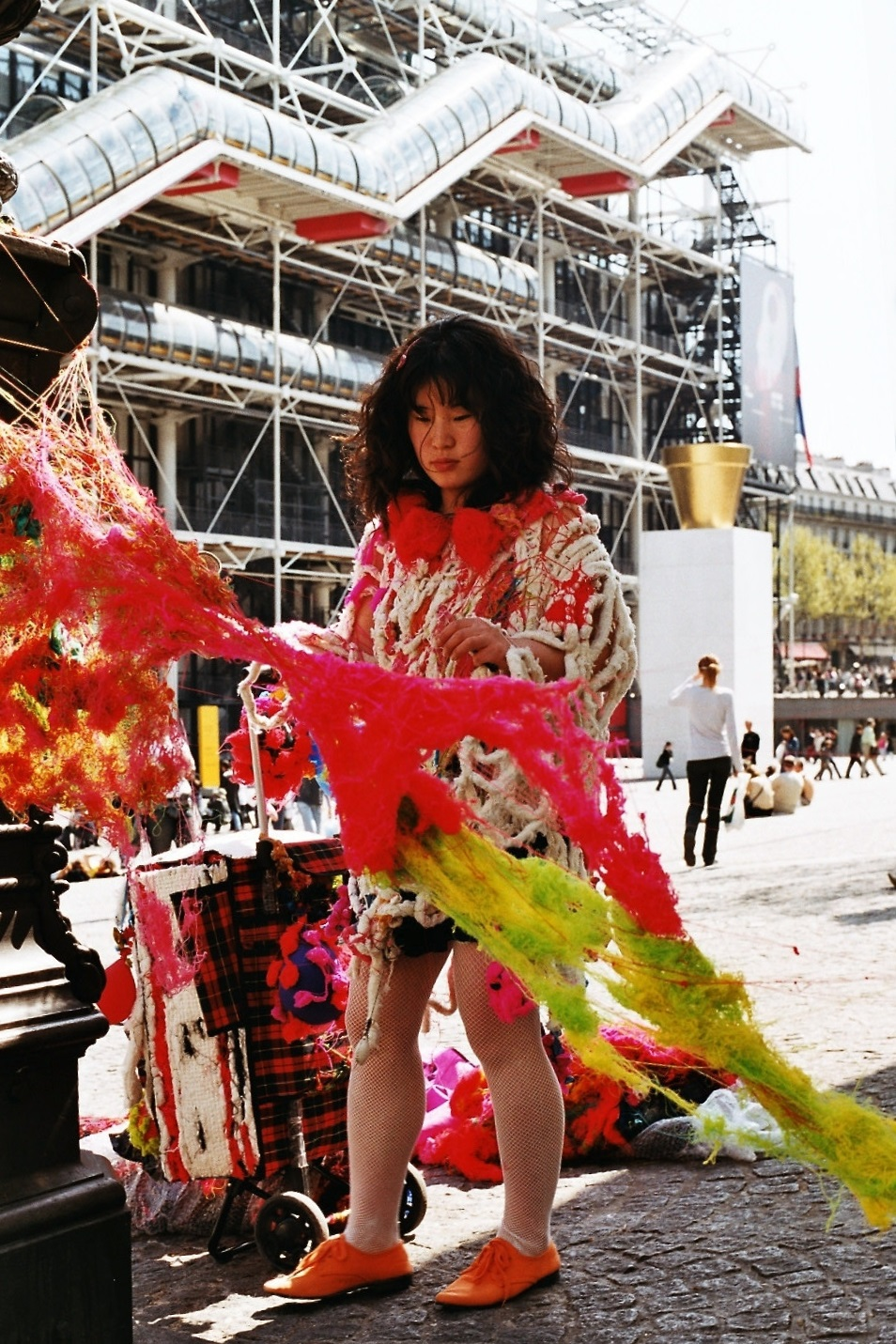
Moderne Gauklerin am Centre Georges Pompidou in Paris

Gaukler ist eine Sammelbezeichnung für Schausteller und andere Unterhaltungskünstler, die ihre Fertigkeiten auf offener Straße, auf Märkten oder Festen dem Publikum präsentieren.
Das Wort wird heute fast nur noch in historischen oder historisierenden Zusammenhängen gebraucht, also zur Beschreibung vormoderner Zeiten und Zustände. Ursprünglich und im engeren Sinne meint es Taschenspieler und Zauberkünstler (daher auch der Ausdruck jemandem etwas vorgaukeln „vortäuschen, falsche Tatsachen vorspiegeln“), im allgemeinen Sprachgebrauch werden aber auch andere wandernde Schausteller zu den Gauklern gezählt, also Artisten und Akrobaten wie Seiltänzer oder Jongleure, auch Bärenführer, Menageristen, Bauchredner, Feuerschlucker oder Kartenleger, ferner Schauspieler (insbesondere Komödianten wie Possenreißer, Harlekine usw.), bisweilen auch Quacksalber und andere Marktschreier mit ausgefallenem Sortiment, seltener fahrende Musikanten (Spielleute).

## Etymologie
Die Etymologie des Wortes Gaukler ist dunkel, obwohl es schon im Alt- und Mittelhochdeutschen vielfach bezeugt ist (ahd. gougalāri bereits im 9. Jahrhundert, das Verb goukelôn, gougolôn „gaukeln“ im 10. Jh.); hier bezeichnete es zunächst und vor allem Zauberkünstler und findet in dieser Hinsicht augenscheinlich eine fast exakte Entsprechung im Altenglischen gēogelerer „Zauberer, Magier“ (Substantivierung des Verbs gēogelere, „durch einen Zauberspruch verhexen“). Dennoch ist zweifelhaft, ob es sich um ein germanisches Wort handelt und ob „Zauberer“ die ursprüngliche Bedeutung ist. Ebenso gut könnten ahd. gougalāri und ae. gēogelerer Entlehnungen des lateinischen ioculator „Possenreißer, Spaßvogel“ darstellen (zu lat. iocus „Spaß, Scherz“, daraus auch englisch joke „Witz“), der seinerseits im Französischen den jongleur ergab, ein Wort, das einen ganz ähnlichen Sinnbezirk abdeckt wie im Deutschen der Gaukler und also keineswegs nur jonglierende Akrobaten, sondern allgemein fahrende Schausteller oder Komödianten bezeichnet. Denkbar ist aber auch, dass der Gaukler vielmehr zu einer Wortfamilie um das Stammwort Gauch gehört, also dem altgermanischen, heute aber allenfalls archaisierend oder mundartlich gebrauchten Namen des Kuckucks, der von jeher auch als Schimpfwort verwendet wird und dann so viel wie „Narr, Tor, Schwachkopf“ bedeutet (so schon ahd. gouh und mhd. giegel; der Kuckuck gilt in der volkstümlichen Vorstellungswelt der Deutschen als dumm). Ein Gaukler wäre demnach also im eigentlichen Wortsinn jemand, der sich so dumm benimmt wie ein Narr.

## Sozialer Status

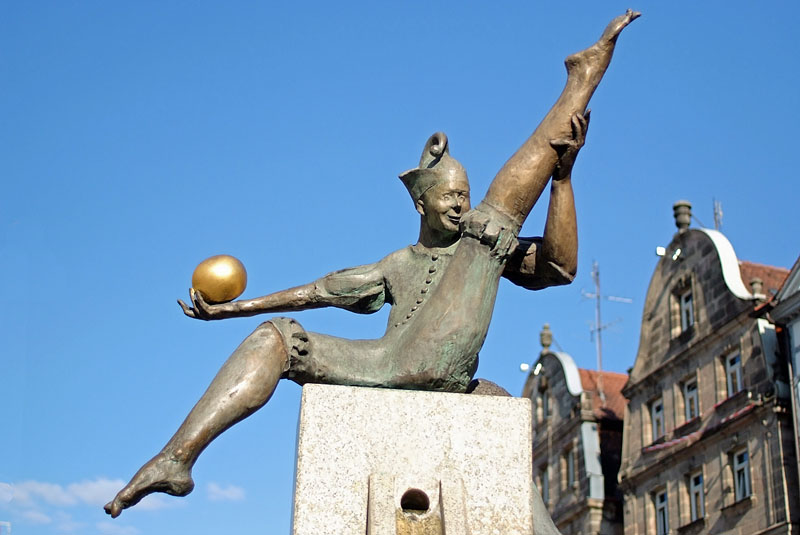
Figur am Gauklerbrunnen, Grüner Markt, Fürth

Im Gegensatz zu den heutigen Begriffen Unterhaltungskünstler, Artist oder Komiker ist der Begriff Gaukler teilweise negativ besetzt, da mit ihm unehrliches Fahrendes Volk verbunden wird, das nur darauf aus ist, den unbedarften Bürgern das Geld aus der Tasche zu ziehen, oder es als Beutelschneider zu berauben. Gaukler standen deshalb früher außerhalb der gesellschaftlichen Standesordnung und hatten keine rechtliche, kirchliche oder soziale Geltung. Gesetzestexte wie Sachsenspiegel und Schwabenspiegel, aber auch Stadtrechte schützten weder das Leben der Fahrenden noch ihre Unversehrtheit oder ihr Eigentum.
Gaukelei galt nach dem bayerischen Polizeistrafgesetzbuch bis 1957 als Straftat.
Heutzutage wird mit dem Begriff unbefangener umgegangen. Es kommt vor, dass Artisten sich sogar selbst als Gaukler bezeichnen oder dass ein Straßenfestival den Begriff im Namen aufnimmt. Auch der Begriff Jongleur hat die Konnotation unehrlich weitgehend abgelegt, obwohl auch heute noch eine gewisse Zurückhaltung gegenüber Jongleuren und ähnlichen Berufsgruppen gewahrt wird. Im Gegensatz zu Jongleuren, die nichts zeigen, was sie nicht können, trifft der Begriff vorgaukeln in seiner negativen Bedeutung täuschen eher auf Zauberer und Taschenspieler zu. Dennoch bezieht sich der Begriff Gaukler eher auf den Jongleur und Artisten als auf Zauberer und Taschenspieler.

## Das Thema Gaukler in der Kunst

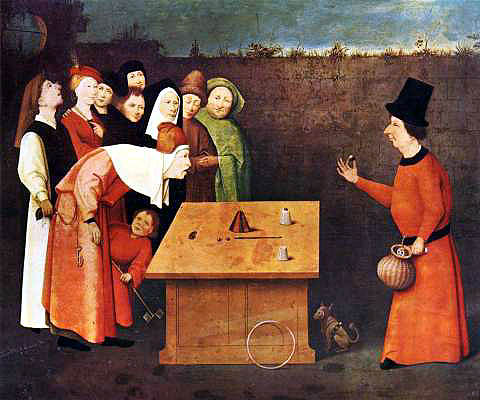
Der Gaukler, Gemälde von Hieronymus Bosch

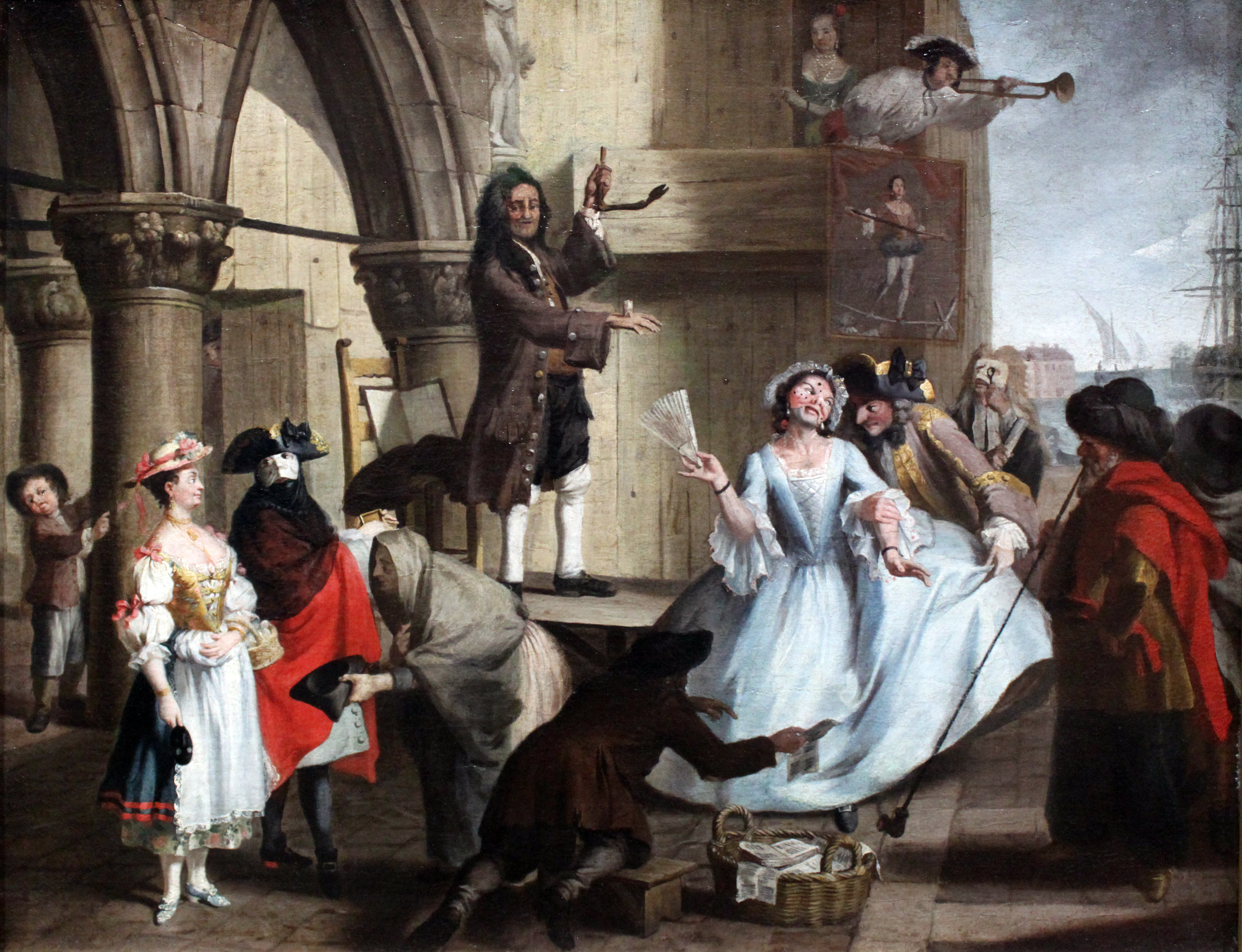
Gaukler vor dem Dogenpalast, Städelsches Kunstinstitut

Gaukler sind vielfach Gegenstand künstlerischer Verarbeitung geworden. So hat der Maler Hieronymus Bosch den Gaukler in einem seiner bekanntesten Ölgemälde dargestellt, und Pablo Picasso malte 1905 „Die Gauklerfamile“.